# Маньчжурський кандидат (фільм, 1962)
Маньчжурський кандидат (англ. The Manchurian Candidate) — американський чорно-білий політичний трилер від режисера Джона Франкенгаймера за однойменним романом Річарда Кондона.

## Сюжет
В 1952 році під час Корейської війни загін американських солдатів потрапляє в оточення і лише дивом врятувалися дев'ять чоловіків під командуванням Раймонда Шоу. Повернувшись до США Раймонд Шоу отримує Медаль Пошани за героїчний вчинок, однак він не пам'ятає як врятував свій загін.
Через деякий час солдати загону Раймонда Шоу починають бачити однакові кошмари. У своїх снах солдати сидять перед військовим керівництвом комуністичних країн, а Шоу в цей момент вбиває двох своїх солдатів. Майор Марко береться розслідувати причини цих збігів. Пізніше з'ясовується, що Шоу був загіпнозований на вбивство кандидата в президенти США в Маньчжурії під час Корейської війни.

## У ролях
- Френк Сінатра — майор Беннетт Марко
- Лоуренс Гарві — Раймонд Шоу
- Джанет Лі — Юджинія Роуз Чейні
- Енджела Ленсбері — Місис Айзелін
- Генрі Сільва — Чунджин
- Джеймс Грегорі — Сенатор Джон Єркс Айзелін
- Леслі Періш — Джоселін Йордан
- Джон Макгівер — Сенатор Томас Джордан
- Кхі Дей — Доктор Єнь Ло
- Джеймс Едвардс — Капрал Аллен Мелвін
- Дуглас Хендерсон — Полковник Мілт
- Альберт Полсен — Зілков
- Баррі Келлі — Міністр оборони
- Ллойд Корріган — Холборн Гейнс